# Дриф, Зохра
Зохра Дриф-Битат (араб. زهرة ظريف بيطاط‎; род. 28 декабря 1934) — алжирская общественная и политическая деятельница, активная участница борьбы за освобождение Алжира. Заместитель председателя Совета нации[когда?]. Супруга Рабаха Битата. За участие в терактах[каких?][когда?] была приговорена к 20 годам тюрьмы и амнистирована Шарлем де Голлем по случаю получения Алжиром независимости.

## Книги[чьи?]
- Inside the Battle of Algiers: Memoir of a Woman Freedom Fighter